# Noach Dear
Noach Dear (Brooklyn, 20 de noviembre de 1953 - Ibidem., 19 de abril de 2020) fue un juez norteamericano, de la Corte Suprema de Nueva York, elegido en 2008 como juez de la corte civil, en 2010 como Juez interino de la Corte Suprema y en 2015 por un período de 15 años como Justicia permanente en la Corte Suprema. Antes de su nombramiento, se desempeñó como miembro del Consejo de la Ciudad de Nueva York de 1983 a 2001. Murió durante la pandemia de coronavirus 2019-20 debido a complicaciones causadas por COVID-19. 

## Temprana edad y educación
Dear nació en Brooklyn, Nueva York. Cuando era niño, estuvo en el coro Pirchei Agudath Israel de Eli Lipsker y cantó en el primer álbum de Pirchei de Nueva York Pirchei Sings אליך ה' אקרא. Asistió a Yeshiva Torah Vodaath.
Recibió una licenciatura de Brooklyn College (1975), una maestría en trabajo social de la Wurzweiler School of Social Work de Yeshiva University (1975) y un doctorado en leyes de Brooklyn Law School (1991).

## Carrera
Se desempeñó como miembro del Consejo de la Ciudad de Nueva York desde 1983 hasta 2001. Dirigió el Comité de Transporte y se opuso a las furgonetas de pasajeros, también conocidas como "furgonetas en dólares", como una alternativa de transporte mientras estaba en el cargo. Abogó por el apoyo al Estado de Israel y la preocupación por los problemas que afectan a los residentes judíos principalmente y en gran medida ortodoxos en su comunidad, que incluía Midwood, así como grandes extensiones de Borough Park y Bensonhurst, todos en Brooklyn. En 1986, votó en contra de un proyecto de ley de derechos civiles que prohíbe la discriminación basada en la orientación sexual en el empleo, la vivienda y el alojamiento público.
Fue nombrado Comisionado de la Comisión de Taxi y Limusina en 2002, por un período de siete años.
Fue ampliamente visto como un rival político del asambleísta Dov Hikind, quien representó a muchos de los mismos constituyentes que Dear una vez representó mientras estaba en el cargo, y proviene de una herencia judía ortodoxa.
Fuera de la oficina con plazo limitado, Dear lanzó una campaña cuesta arriba para el escaño en el Senado del Estado de Nueva York que ahora ocupa Kevin Parker en 2002. En un campo de cinco candidatos, perdió por poco a Parker por un margen de 909 votos. También participó en una primaria del Congreso demócrata que eligió al sucesor de Charles Schumer en 1998, que lo vio enfrentarse a otros tres candidatos, incluido el eventual ganador, Anthony Weiner.
Fue juez de la Corte Suprema de Nueva York, elegido en 2008 como juez de la corte civil, en 2010 como Juez interino de la Corte Suprema y en 2015 por un período de 15 años como Juez permanente en la Corte Suprema.

## Muerte
Contrajo COVID-19, durante la pandemia de coronavirus en los Estados Unidos, había estado enfermo durante semanas y estaba en un respirador. Murió el 19 de abril de 2020, a la edad de 66 años.